# Raili Meltamo
Raili Annikki Meltamo, gift Hortay, född 21 juni 1922 i Viborg, Finland, död 12 juli 1992 i Stockholm, var en finländsk-svensk arkitekt.
Meltamo var gift  med Géza Hortay 1947–1964 . 
Meltamo, som var dotter till verkstadschef Filip Meltamo och Jenny Savolainen, avlade studentexamen i Helsingfors 1942 och arkitektexamen vid Tekniska högskolan i Helsingfors 1948. Hon var anställd hos arkitekt Gustaf Birch-Lindgren i Lund 1946–1948, på stadsplanekontoret i Lund 1948–1950, stadsarkitektkontoret i Växjö 1950–1953 och delägare Géza Hortays arkitektkontor i Oskarshamn från 1954. Hon ritade bland annat sulfatfabrik i Mörrum och EPA i Oskarshamn. Hon var färgkonsult för Trelleborgs gummifabrik från 1957.